# Brudzew (okres Turek)
Brudzew je vesnice ve gmině Brudzew v okrese Turek v Polsku. Geograficky se nachází na toku řeky Kiełbaska (přítok řeky Warta) v mezoregionu Kotlina Kolska ve Velkopolském vojvodství.

## Historie
V Brudzewu a jeho okolí je evidováno velké množství rozmanitých archeologických nalezišť, kde ty nejstarší jsou ze středního neolitu patří ke kultuře nálevkovitých pohárů. V důsledku sjednocení kmenových území Polanů, kde se Brudzew nachází, se v 10. století stal součástí státu polského knížete Měška I. Nejstarší písemná zmínka o Brudzewu pochází z roku 1252. Postupně se změnil v tržní osadu a městská práva získal před rokem 1458. Pochází odtud Wojciech z Brudzewa (1446-1495), který byl učitelem slavného vědce Mikuláše Koperníka. Po druhém dělení Polska byl Brudzew začleněn do Pruska a po Vídeňském kongresu v roce 1815 se v hranicích Polského království stal součástí Ruského impéria. Po správní reformě Ruského impéria, ztratil Brudzew v roce 1870 městská práva, která již nikdy nezískal zpět. Po první světové válce se Brudzev stal součástí Druhé Polské republiky až do druhé světové války, kdy byl součástí Nacistického Německa. Dne 19. ledna 1945 vstoupila do Brudzewu Rudá armáda. V roce 1956 byl Brudzew elektrifikován, v roce 1969 byl zřízen vodovod a kanalizace a v roce 1977 bylo otevřeno zdravotní středisko.

## Památky
- Eklestický zámeček z roku 1900
- Fara
- Hřbitovní kaple a hřbitov s hrobkami
- Kostel - Kościół św. Mikołaja w Brudzewie
- Památník Wojciecha z Brudzewa
- Pozůstatky opevnění

## Galerie

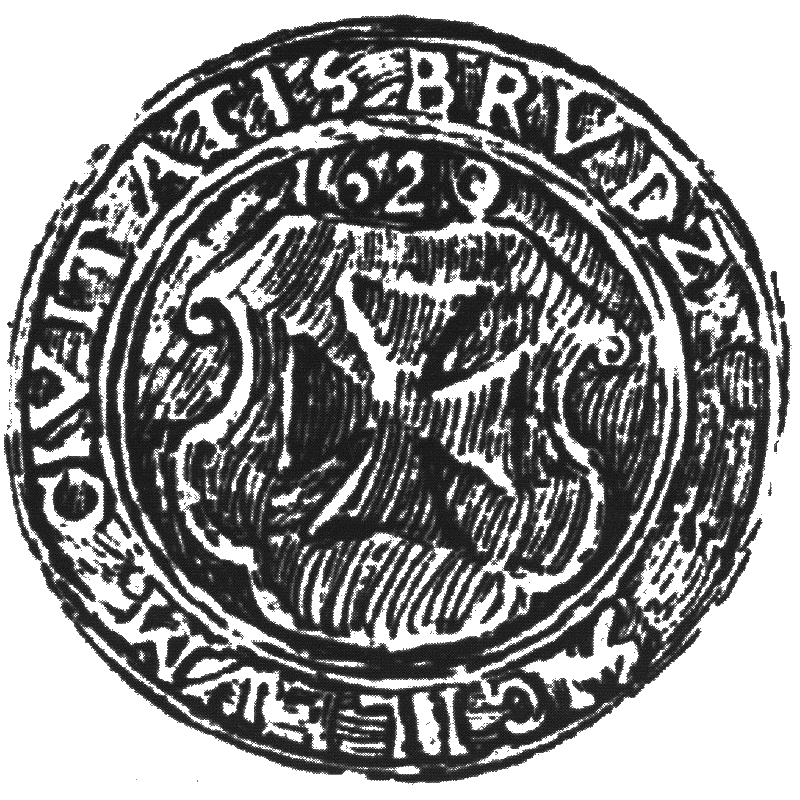
historická pečeť
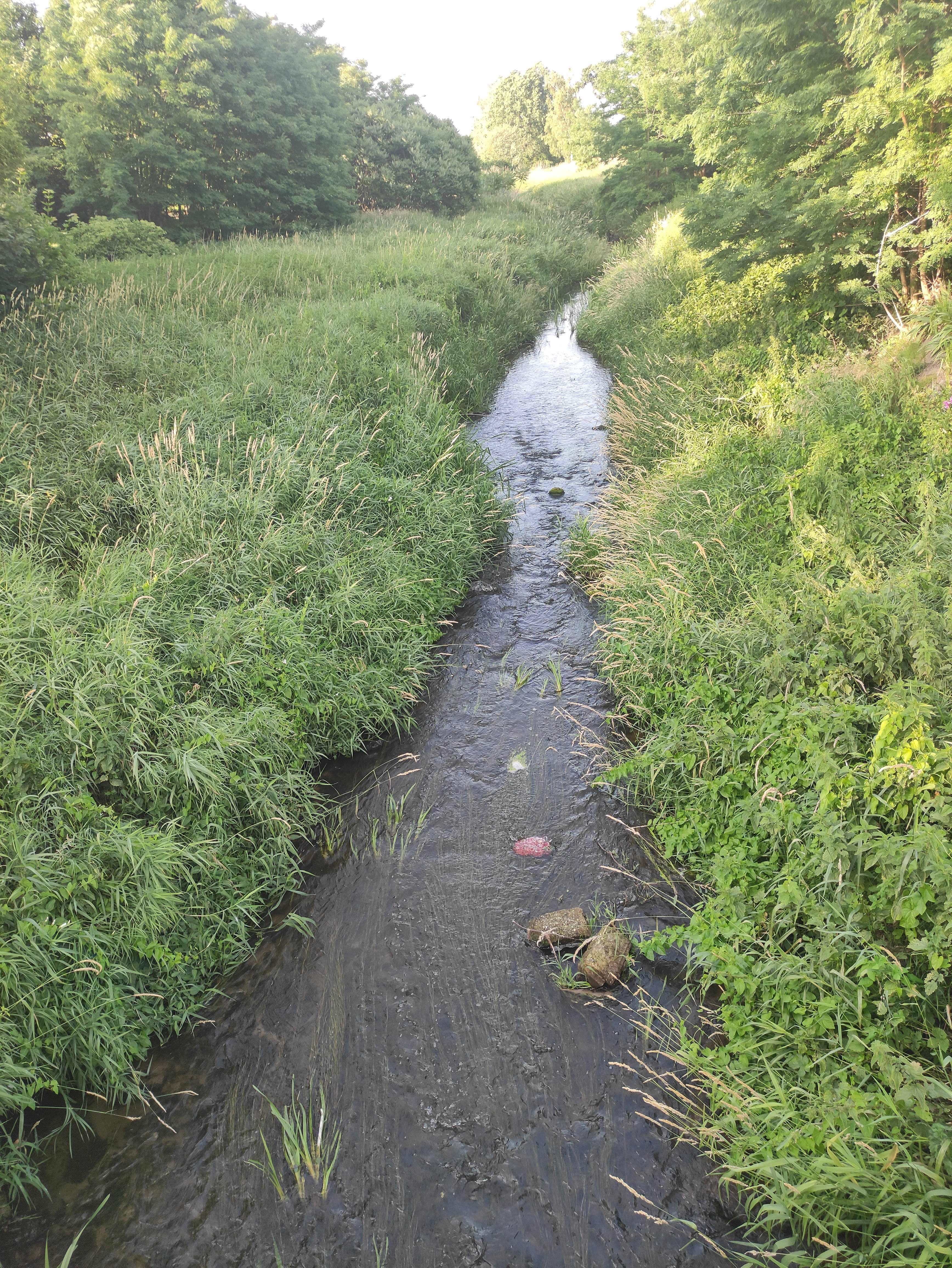
Řeka Kiełbaska
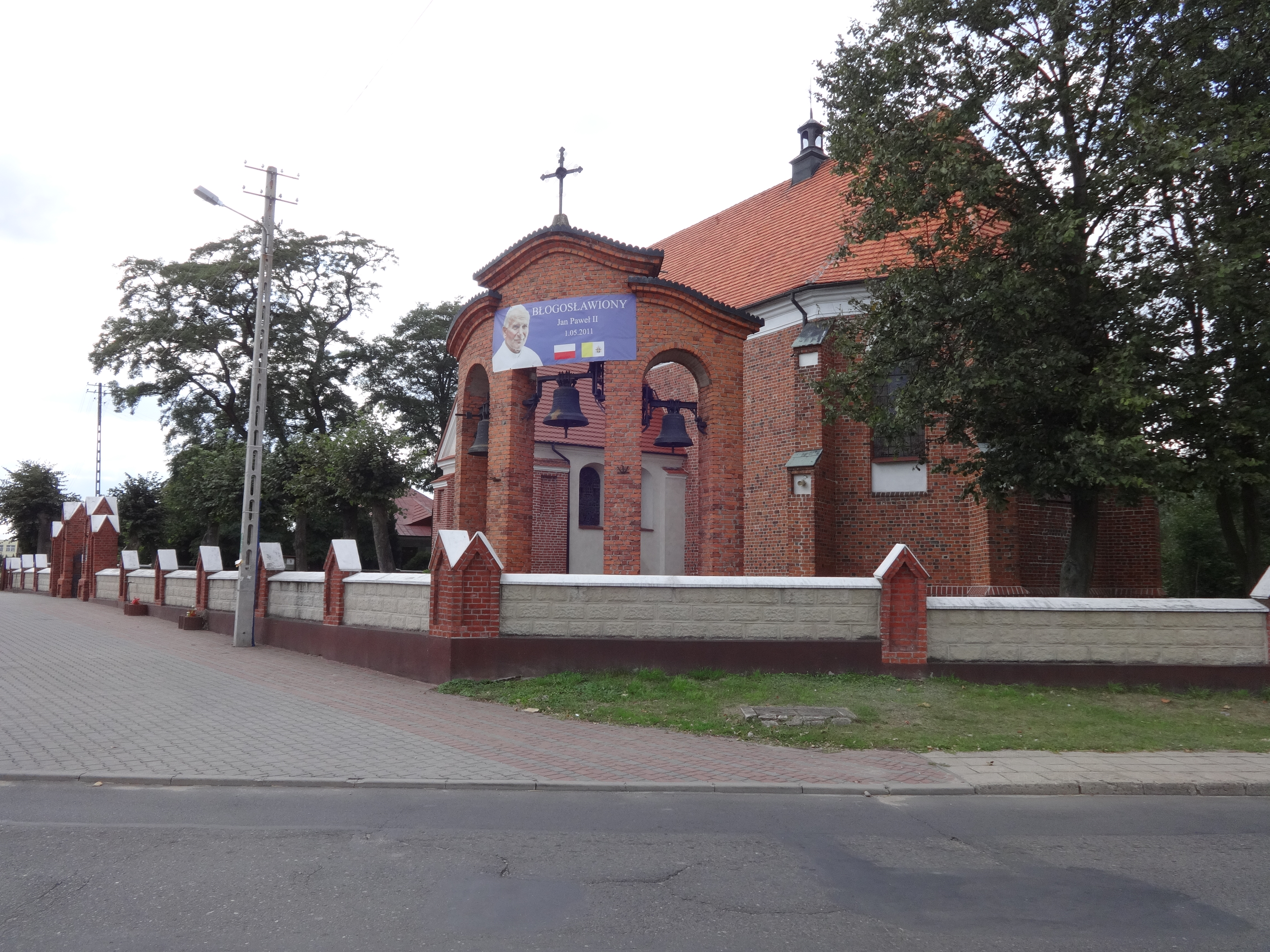
Kostel
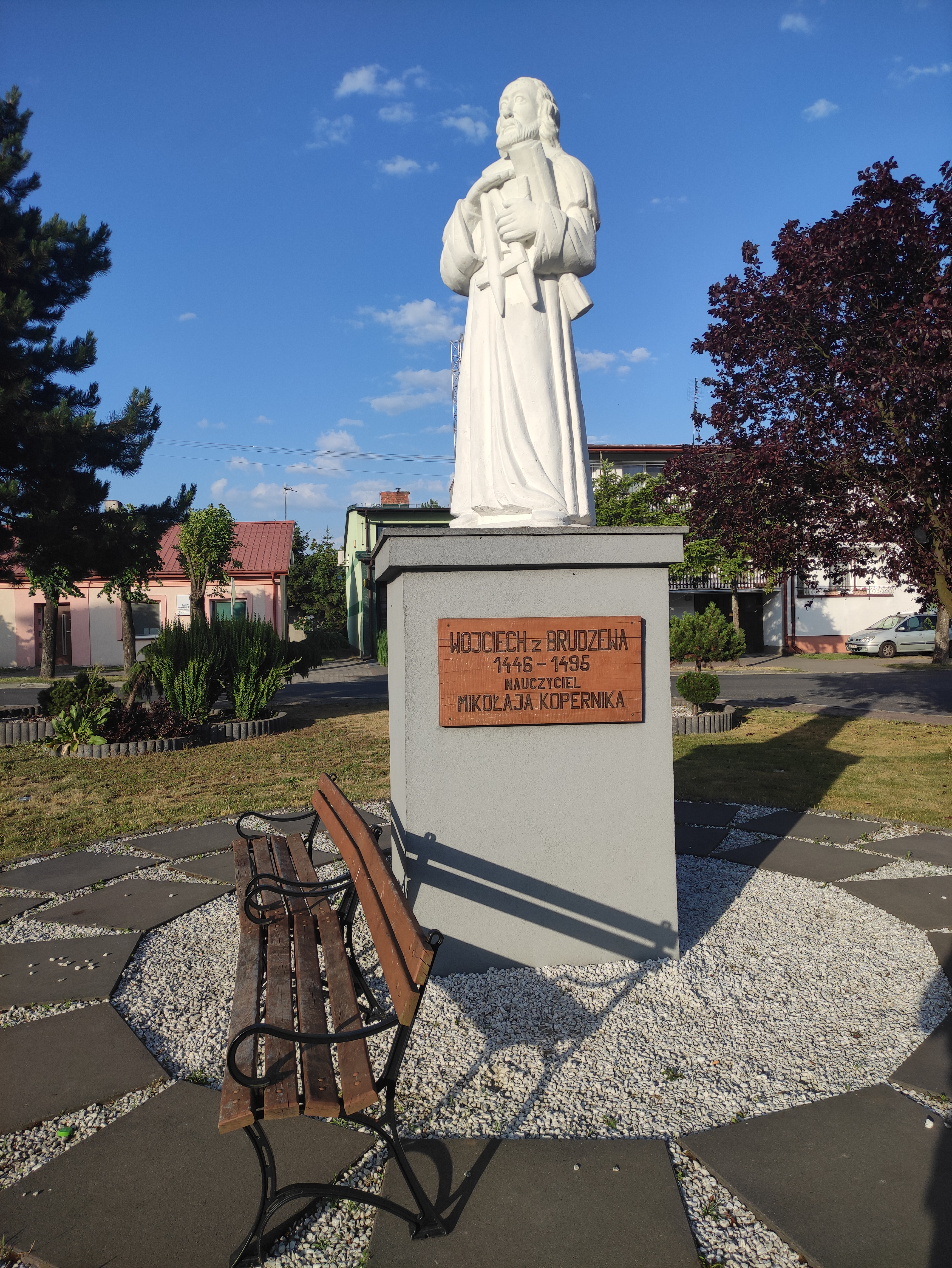
Památník Wojciecha z Brudzewa
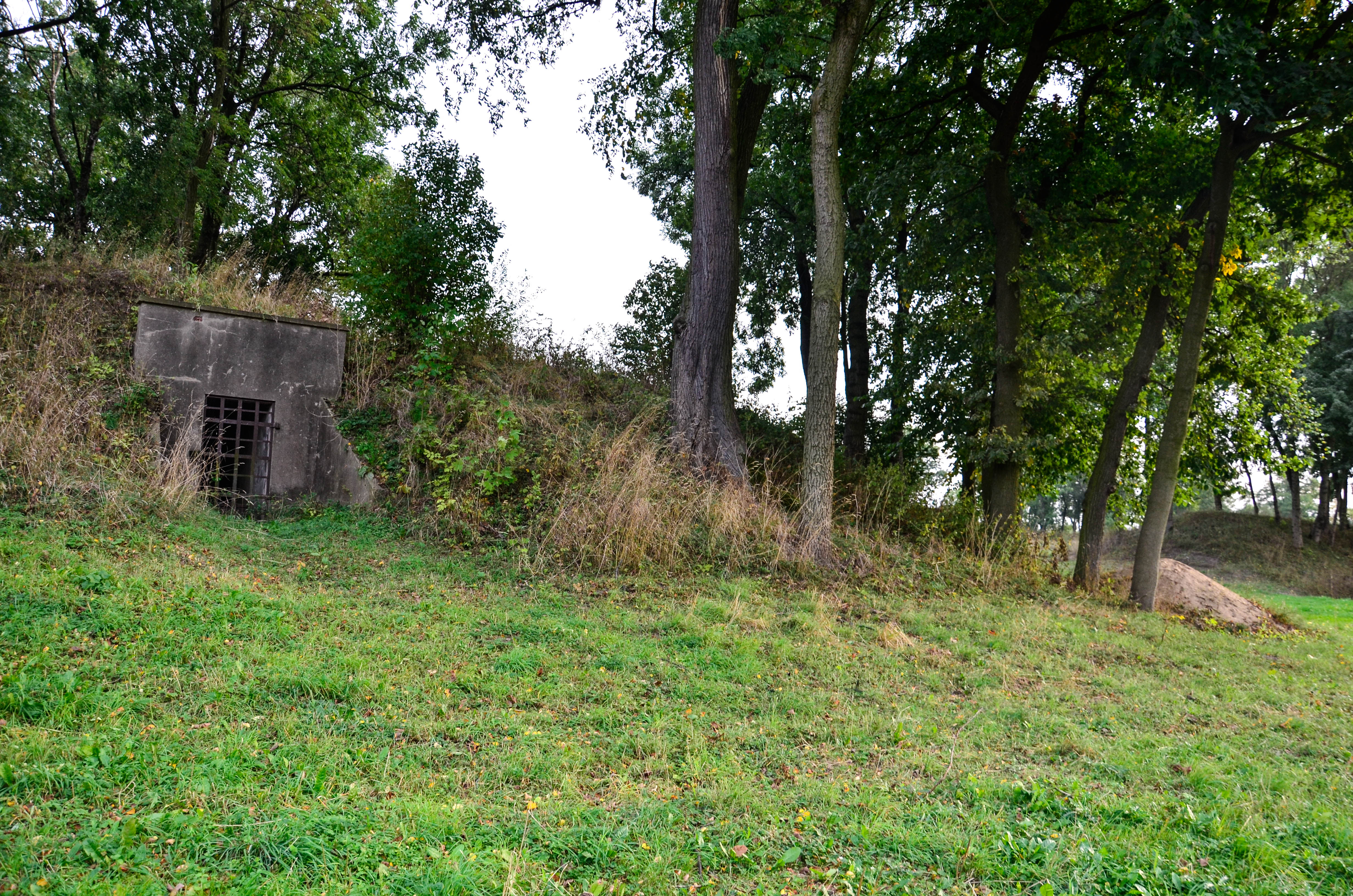
Opevnění